# Manhartsbrunn
Manhartsbrunn ist eine Ortschaft und eine Katastralgemeinde der Marktgemeinde Großebersdorf im Bezirk Mistelbach in Niederösterreich. Die Ortschaft hat 417 Einwohner (Stand 1. Jänner 2024). Bis Ende 1971 war Manhartsbrunn eine eigenständige Gemeinde.

## Geografie
Das im Norden von Wien liegende Dorf befindet sich auf einem nach Südosten exponierten Hang, womit man das Wiener Stadtgebiet gut überblicken kann. Beim Ort, der über die Landesstraßen L3102 und L3108 erreichbar ist, entspringt der Putzinger Graben.

## Geschichte
Nach Franz Xaver Schweickhardt dominierte auf den eher steinigen Böden der Anbau von Wein, Getreide und Spargel, aber auch die Menge der in den Hausgärten gezogenen Früchte war nicht unbedeutend. Die Erzeugnisse wurden großteils nach Wien verkauft.
Laut Adressbuch von Österreich waren im Jahr 1938 in der Ortsgemeinde Manhartsbrunn ein Bäcker, zwei Fleischer, zwei Gastwirte, drei Gemischtwarenhändler, eine Milchgenossenschaft, ein Schmied, ein Schneider, drei Schuster, eine Sparkasse, ein Tischler und ein Viktualienhändler ansässig.
Mit 1. Jänner 1972 wurde im Zuge der Niederösterreichischen Kommunalstrukturverbesserung die bis dahin selbständige Gemeinde Manhartsbrunn nach Großebersdorf eingemeindet.